# Казе Дал Нагро (Белуно)
Казе Дал Нагро (итал. Case Dal Nagro) је насеље у Италији у округу Белуно, региону Венето.
Према процени из 2011. у насељу је живело 34 становника. Насеље се налази на надморској висини од 559 м.